# النور بردمن
النور بردمن (انگلیسی: Eleanor Boardman; ۱۹ اوت ۱۸۹۸ – ۱۲ دسامبر ۱۹۹۱) یک هنرپیشه اهل ایالات متحده آمریکا بود. وی بین سال‌های ۱۹۲۲ تا ۱۹۳۵ میلادی فعالیت می‌کرد.

## گزیده فیلمشناسی
از فیلم‌ها یا برنامه‌های تلویزیونی که وی در آن نقش داشته‌است می‌توان به آثار زیر اشاره کرد.
- جان‌فروشی (۱۹۲۳)
- دایره (فیلم ۱۹۲۵) (۱۹۲۵)
- مردم عادی (۱۹۲۸)